# Ameca (robot)
Pour les articles homonymes, voir Ameca.

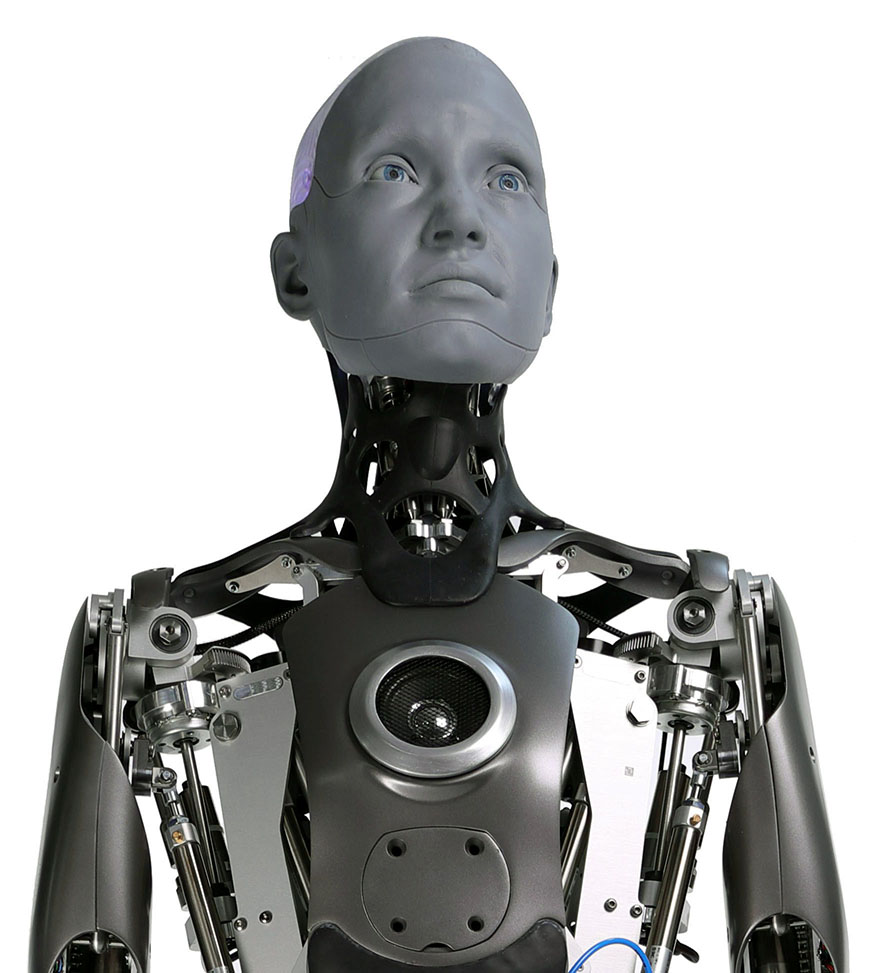
Tête et tronc du robot Ameca (1re génération).

Ameca est un robot, ou plus exactement une plateforme robotique, se présentant comme un robot humanoïde. Ameca a été créé par la start-up anglaise Engineered Arts.
C'est, au début des années 2020, le robot dont les mimiques faciales, les mouvements de paupières et d'yeux, d'épaules, de tête ainsi que de bras et mains imitent le mieux celles de l'humain adulte.

## Histoire
La première génération d'Ameca a été développée au siège d'Engineering Arts à Falmouth, à partir de février 2021 en Cornouailles, au Royaume-Uni. Le projet s'est ensuite fait connaître avec une première vidéo révélée publiquement le 1er décembre 2021.
Ameca a notamment attiré l'attention des réseaux sociaux et de certains spécialistes avant sa première démonstration publique (au Consumer Electronics Show (2022), où elle a été présentée par le CNET.
En 2022, Ameca a présenté un message de Noël alternatif sur Channel 4 pour le jour de Noël. 
Une version d'Ameca est actuellement associée à la famille robotique du Musée du futur, où elle peut interagir avec les visiteurs.

## Caractéristiques
Ameca est principalement conçue comme une plate-forme permettant de développer davantage de technologies robotiques impliquant une interaction homme-robot.
Le robot dispose de microphones intégrés, de caméras binoculaires montées sur les yeux, d'une caméra pectorale et d'un logiciel de reconnaissance faciale, pour interagir avec le public.
Les interactions peuvent être régies soit par GPT-3, soit via une téléprésence humaine. 
Ameca dispose de bras, de doigts, d'un cou. Les traits du visage sont particulièrement expressifs grâce à une motorisation de la peau synthétique.
L'apparence particulière d'Ameca est notamment liée à une peau de caoutchouc grise sur le visage et les mains et à des traits conçus pour que le robot ne soit pas genré.

## Apparitions publiques
- Musée du futur, Dubaï
- Salon de l'électronique grand public 2022[7],[8]
- Musée allemand de Nuremberg[9]
- Festival OMR 2022 organisé par Vodafone[10]
- GITEX 2022[11]
- Conférence internationale sur la robotique et l'automatisation 2023[12]
- Sommet mondial 2023 de l'Union internationale des télécommunications sur l'IA pour le bien[13],[14]
- Sphère